# Thomas Henry Ismay
Thomas Henry Ismay, britanski poslovnež, * 7. januar 1837, Maryport, Cumbria, Anglija, † 23. november 1899, Dawpool, Thurstaston, Anglija.                                                              
Henry Ismay je bil ustanovitelj družbe Oceanic Steam Navigation Company, bolj znane pod imenom White Star Line. Njegov sin je bil Jospeh Bruce Ismay, ki je leta 1912 potoval na krstni plovbi vodilne ladje White Star, RMS Titanic in je tudi preživel njen potop. 

## Zgodnja leta
Thomas Ismay se je rodil 7. januarja 1837 v majhni koči v mestecu Maryport v Cumberlandu. Nekaj časa po Thomasovem rojstvu je njegov oče Joseph Ismay začel delati z lesarstvom, ladjarji in ladjedelniki. Kupil je deleže v petih plovilih, ki so prihajale in izhajale iz Maryporta. Ko je bil Thomas star šest let, so se z družino preselili v veliko večjo hišo v Grasslotu v Maryportu. Vsa družina se je preselila v stanovanje zaradi treh sester, ki jih je imela Thomasova mama. Ime doma je bilo "Vrv", ime, ki izhaja iz vrvi, ki se uporablja na ladjedelnici, položeni pred domom. Ta hiša je bila v bližini ladjedelnice njegovih dedov. To je bilo prvo mesto, kjer je bil zaposlen. Večino svojega časa je preživel v pristanišču. Tu se je naučil veliko o morju in plovbi, skupaj z najbolj opazno navado, da je žvečil tobak, kar mu je dalo vzdevek "Baccy Ismay".  Ko je bil Thomas star 12 let, so ga poslali na srednjo šolo v Brampton v Cumberlandu. Ta šola je bila ena najboljših v celotni Severni Angliji.

## Ladijska kariera
Pri 16 letih je Thomas zapustil šolo in začel učenje pri brodogradih Imirie in Tomlinson v Liverpoolu. Po zaključku vajeništva je želel pridobiti nekaj izkušenj na odprtem morju. Ko se je vrnil v Anglijo, je začel s poslom. Sodeloval je s Philippom Nelsonom, ki je bil tudi moški iz Maryporta in prijatelj njegovega očeta. Vendar pa partnerstvo ni trajalo dolgo, Filip je bil upokojeni morski kapitan in je verjel v stare, zanesljive lesene ladje, medtem ko je Thomas verjel, da je prihodnost v železnih ladjah. Leta 1867 je Thomas Henry Ismay pridobil zastavo družbe White Star.
Ismay se je že od nekdaj zanimal za podjetje Aziatic Steam Navigation Company in si želel ogledati, kako ga vodijo, zato sta se z Gustavom Wolffom, ustanoviteljem ladjedelnice Harland & Wolff, odločila za potovanje v Indijo na krovu parne ladje ANSC. To je bilo delno, da bi videli, kako je njihov tekmec vodil, deloma pa organiziral družinske počitnice. 26. oktobra 1887 so zapustili Dawpool in se z vlakom odpravili po Evropi in ob poti pa so videli mesta Francije, Švice in Italije. Ko so prispeli v Italijo, so se pridružili SS Nizam, ki je bil namenjen Aleksandriji. Nekoč sta v Egiptu obiskala Piramide in križarila po reki Nil.
Okrog leta 1870 je Thomas Ismay pripravil nov sklop pravil in predpisov za svoje povsem nove parne ladje, RMS Oceanic (1870), RMS Atlantic in RMS Baltic (1871).
Thomas Henry Ismay je bil med letoma 1863 in 1899 predsednik White Star Line in je imel pod svojo oblastjo več ladij. Večina teh ladij je bila do leta 1870 najeta, tudi po letu 1870 je bila večina plovil White Star Line najetih z bolj pomembnih / bogatih ladijskih linij, razlog je bil ta, da niso bili popolnoma krivi, če je nekdo umrl na krovu zaradi zdravstvenega stanja ali zaradi ladje in stanja ladij.
Ulcoats, Cecelia, Golden Sunset, Gladiator, vojvoda Edinburgh, Duleep Singh, Bucton Castle, Globe, Nereus, Borrowdale, Weathersfield, British Prince, Dallam Towers, Remington, Hecuba, Pride Of Themes, stolpi Houghton, Warwickshire, Victoria Tower,  Hawarden Castle, Vancouver, Castlehead, Vandieman, Comandre, Seatoller, Casma, Compadre, Bayard, British Admiral, Montrose, Ismay, Estrella, Castle Pembroke, Hausquina, Rajah, SS British Navy, Cairnsmore, Santon, Kirkwood, Delhi, Merwanjee Framjee,  Ravenscrag, Cape Clear, Grace Gibson, Hannibal, Cardigan Castle, Santiago, Jason, RMS Oceanic (1870) (Oceanic je bilo prvo parno plovilo White Star Line, ker ga je dejansko naročil Thomas Henry Ismay).

## Zasebno življenje
7. aprila 1859 se je Thomas poročil z Margaret, hčerko Luke Brucea. Leta 1867 je pridobil zastavo in znamko White Star Line. Družina je živela na Beach Lawn v Crosbyju. 
V teh letih se je lotil več velikih projektov, med katerimi je julija 1882 zgradil zasebno rezidenco v Thurstastonu na polotoku Wirral, ki jo je načrtoval priznani arhitekt Richard Norman Shaw. Posest je bila zgrajena iz lokalnega rdečega peščenjaka, dokončana je bila decembra 1884. Poimenovali so jo Dawpool, ko je Ismajeva žena umrla leta 1907, pa sta oba sinova zavrnila prebivanje. Ko so člani družine Ismay poskušali prodati dom, je agent rekel, da bo zemljišče vredno več, če bo dom porušen in so ga tako na koncu prodali gospodu Rutterju, ki je med prvo svetovno vojno posojal vlado kot bolnišnico. Leta 1926 so ga prodali siru Henryju Robertsu, ki so ga porušili leto kasneje. 

## Smrt
Kmalu po splovitvi ladje RMS Oceanic 14. januarja 1899, se je Thomas Henry Ismay začel pritoževati nad bolečinami v prsih. Celo življenje je bil zelo aktiven in je bil redko bolan, zato je zdravnik bolečine jemal zelo resno. Njegovo stanje se je počasi slabšalo in gradnja sestrskih ladij ladje Oceanic se je zavlekla. Marca istega leta se je Thomasovo zdravje začelo izboljševati, zato sta se z Margaret odpravila v Windermere, kjer je spet zbolel. Gospa Margaret je poklicala zdravnika in Ismayu je dal odmerek morfija. Po 6 dneh se je počutil bolje in se vrnil v Dawpool v Thurstastonu v Wirralu. V 6 tednih je imel bolj silovite bolečine. Zdravnik jo je diagnosticiral kot žolčni kamen. Do 26. aprila se je Ismay počutil dovolj dobro za delo, vendar je avgusta imel bolečine v mišicah in je obležal v postelji. 31. avgusta je bila Ismayu izvedena operacija, da bi poskušali ublažiti njegovo stanje. Operacija ni bila uspešna in je 4. septembra bila potrebna druga. Naslednje jutro je vztrajal, da se hčerki odpravita na plovbo po oceanu, medtem ko se je pogovarjal s svojo ženo. Svojo ženo je prosil, naj poskrbi za krajevno cerkev, da bo molila zanj. Bolezen je Thomasu preprečila, da bi se 6. septembra vkrcal na RMS Oceanic, ki je takrat odplul na svojo krstno plovbo. 14. septembra je Thomas doživel srčni infarkt. Njegovo stanje se je še naprej slabšalo in 23. novembra 1899 je Thomas Henry Ismay umrl, star 62 let. Njegova žena se ni nikoli povsem opomogla in je umrla 8 let pozneje.
Z ženo sta se pred Thomasovo smrtjo spominjala velikega groba v cerkvi svetega Bartolomeja v Thurstastonu v Wirralu in: "Velike misli, velika čustva so se mu pripetila kot nenavadni nagoni" in "Blagor čistim srcem, ker bodo videli Boga". 